# Малышева, Нина Александровна
Ни́на Алекса́ндровна Ма́лышева (урождённая Си́тникова; 1914, Орёл — 1983, Москва) — советский скульптор-керамист.

## Биография
Нина Малышева родилась 23 октября 1914 года в Орле в купеческой семье Ситниковых. В 1926 году вместе с семьёй переехала в Москву. В начале 1930-х годов окончила школу-семилетку и поступила в школу фабрично-заводского ученичества в группу токарей по металлу. В 1932—1933 годах работала токарем на машиностроительном заводе «Красная Пресня». Работала в стенгазете, рисовала плакаты. В комсомольской организации обратили внимание на художественный талант Малышевой и в 1933 году ей дали путёвку в художественное училище памяти 1905 года. Там живопись ей преподавали А. Н. Чирков, С. И. Фролов, И. Ф. Рахманов и Н. П. Крымов, скульптуру — И. Ф. Рахманов. После окончания училища в 1937 году была художественным руководителем в Доме художественного воспитания детей, преподавала в школе.
Во время Великой Отечественной войны вместе с маленькой дочерью была в эвакуации в Кустанае. Работала заведующим детским садом и яслями в колхозе «Победа». Находясь в эвакуации, подала заявление в Московский институт прикладного и декоративного искусства (МИПИДИ), который в тот момент находился в эвакуации в Самарканде. В 1942 году была принята на второй курс факультета художественной керамики. В 1943 году, после возвращения института в Москву, перешла на только что созданный факультет декоративной скульптуры. Живопись ей преподавал Р. Р. Фальк, а скульптуру — Н. Г. Зеленская и Е. Ф. Белашова. Нина Малышева была в числе первых скульпторов МИПИДИ, защищавших диплом в фарфоре. Тема её дипломной работы была навеяна впечатлениями от жизни в Средней Азии: «Сборщик хлопка», «Колхозник с кетменем», «Вышивальщица сюзане». Окончила институт в 1947 году, получив квалификацию «художник декоративного искусства».
В 1938—1949 годах работала по договорам с Художественным фондом СССР. В 1948—1949 годах работала по договорам с Комитетом по делам искусств при СНК СССР.
Благодаря знакомству с Б. И. Алексеевым и В. К. Зубаревой в 1950 году поступила на работу на Дулёвский фарфоровый завод, где проработала до конца жизни. Одной из главных тем творчества Малышевой было материнство и детство. В 1949 году создала сюиту «Счастливое материнство», в которую вошли композиции «Крайний Север», «Мать-грузинка», «Мать-узбечка». Эти работы неоднократно экспонировались и выпускались заводом массовыми тиражами.
В 1950-х годах на заводе ею были созданы скульптуры «Маникюр» («Сплетницы»), «Телефонный разговор», «Заблудились», «Прогулка», «Песня дружбы», «Юная балерина» и другие. Многие её произведения посвящены танцу: «Танцующая девочка-таджичка» (1952), «Уральская кадриль» (1956), «Лезгинка» (1956), «Лявониха» (1956), «Русский перепляс» (1972), «Жок» (1972). В 1960-е годы она выполнила портреты артистов балета: Майи Плисецкой в «Кармен» и «Лебедином озере», Екатерины Максимовой в «Жизели», Юрия Жданова в «Ромео и Джульетте».
Ряд своих работ скульптор назвала зарисовками с натуры: «Московские зарисовки» (1954), «На Пушкинском бульваре» (1958), серия пляжных зарисовок (1959). Некоторые работы Нины Малышевой имеют сатирическую направленность. Например, в скульптурах «Трутни» (1961) и «На одной волне» (1966), она высмеивала стиляг.
В 1970-х годах она выполнила ряд работ по мотивам произведений А. Н. Островского: «Правда хорошо, а счастье лучше», «Гроза», «Бесприданница». В своих скульптурах Нина Малышева большое внимание уделяла изображению лиц, причёсок и деталей одежды. Для своих статуэток она была автором не только форм, но и образцов росписи.
Нина Малышева принимала участие в городских, региональных, всесоюзных и международных выставках. В 1982 году в Москве состоялась её персональная выставка.
Умерла в Москве 17 июня 1983 года. Похоронена на Ваганьковском кладбище.
Работы Нины Малышевой хранятся в Государственной Третьяковской галерее, Государственном Русском музее, Всероссийском музее декоративного искусства, Государственном музее керамики Кусково, музее Дулёвского фарфорового завода, Тверской областной картинной галерее, Омском областном музее изобразительных искусств имени М. А. Врубеля, Луганском областном художественном музее и других музеях.

## Работы

### Снегурочка

Статуэтка «Снегурочка» (наиболее распространённый вариант)

Фигурку «Снегурочка» Нина Малышева изготовила в нескольких вариантах в 1950-х годах. В одном из них Снегурочка предстаёт в образе из одноимённой картины, написанной В. М. Васнецовым в 1899 году. В этой скульптуре сходство с картиной имеет костюм и поза Снегурочки, а также антураж. Как и на картине, Снегурочка одета в длинную шубу с боковыми разрезами на полах и приподнятым широким воротником. Голова также повёрнута направо, а левая рука с отставленной кистью опущена. Выражение лица задумчивое. Рядом вплотную стоит маленькая ёлочка.
В более распространённом варианте Снегурочка предстаёт в образе, сформировавшемся в СССР после появления новогодних ёлок в 1930-х годах. У неё длинная коса, правая рука приподнята. На лице Снегурочки улыбка, она словно к чему-то прислушивается. Росписи статуэток варьировались в зависимости от времени и художника. Как правило, полихромная роспись дополнялась золотом. Эти статуэтки Дулёвский фарфоровый завод продолжает изготавливать и в 2020-х годах, однако современная роспись выполняется более простым способом с использованием люстра.

### Сказка о Золушке
В качестве темы оформления фарфорового футляра для часов Нина Малышева выбрала сюжет сказки «Золушка». В композиции «Сказка о Золушке» (1971) героиня изображена убегающей с дворцового бала, потеряв золотую туфельку. Золушка бежит влево, её фигура наклонена. Её длинные волосы и складки широких юбок отлетают назад. С ней контрастирует вертикальный часовой футляр, изготовленный в виде дворцовых напольных часов. Часы декорированы объёмными лепными рокайлями. Часы и платье Золушки покрыты полихромной и золотой росписью, однако оставлено много свободного белого пространства. В работе над этой композицией Нина Малышева показала себя знатоком интерьера: футляр для часов легко найдёт себе подходящее место в квартире.

## Цитаты
Нина Малышева вспоминала о своей работе на Дулёвском фарфоровом заводе:
Работали запоем. Жили поблизости. Обжиг караулили заранее, сгорая от нетерпения. Это чудесное ощущение — открыть грубый полуостывший капсель, а там — белоснежный фарфор! И не покривился, пройдя через пламень обжига в 1300 градусов! Бывало, конечно, что и кривился, да еще как… Вот тогда снова, стиснув зубы, через несколько дней (сразу невозможно) брались за работу. Снова!